# Ведмедиця кривава
Ведмедиця кривава (Tyria jacobaeae) — метелик з родини ведмедиць (Arctiidae).

## Морфологічні ознаки

### Метелик
Розмах крил 40 мм. Метелик яскравий, строкато забарвлений. Передні крила трикутної форми. Крила темно-сірі із червоним малюнком. По краю переднього крила проходить широка червона смуга, біля зовнішнього краю дві червоні плями. Від основи крила до внутрішнього краю проходить вузька червона смуга. Задні крила червоного кольору із чорною бахромою. У спокійному стані метелик крила складає будиночком. Голова, груди та черевце чорного кольору. Вуса ниткоподібні.

### Гусениця
Гусениця бархатисто-чорна з яскравими жовтими перев'язями, покрита рідким чорним опушенням. Голова у гусениці чорна.

## Особливості біології
Гусениці отруйні, тримаються групами. Метелики літають у травні-липні на луках. Вдень ховаються в траві і, якщо їх потривожити, перелітають на коротку відстань і приховуються.